# Nettwerk
Nettwerk Music Group es la compañía que agrupa a Nettwerk Records, Nettwerk Management, y Nettwerk One Publishing.
Establecido en 1984,  la empresa con sede en Vancouver fue creado originalmente por los directores Terry McBride, Mark Jowett, Ric Arboit y Dan Fraser, como un sello discográfico para distribuir grabaciones de la banda Moev, pero el Sello se expandió rápidamente en Canadá e internacionalmente, en última instancia, convirtiéndose en una de las más grandes e influyente Compañía discográfica independiente en el mundo. Inicialmente especializando en géneros de música electrónica como baile alternativo e industrial, la etiqueta también se convirtió en un jugador poderoso en pop y rock a finales de los años 1980 y 1990, con clientes del sello y de administración que incluyen a Coldplay, Sarah McLachlan, Dido y Barenaked Ladies.
Hoy en día, Nettwerk continúa logrando el éxito crítico y comercial con el sello discográfico, administración y listas de publicación, incluyendo Fun., Passenger, Christina Perri, Guster, Family of the Year, Ólafur Arnalds, y Perfume Genius.

## Historia
Los orígenes de Nettwerk se remonta al cofundador Terry McBride creciendo en Canadá, donde buscando alivio de los largos días de trabajo como salvavidas escuchando una radio de transistores y los LP de los Beatles en su reproductor de discos.: 18–21  perfeccionando sus habilidades como un explorador música natural. Una vez fuera de la universidad, McBride dirigió una pequeña banda llamada Moev, de quien su amigo Mark Jowett (y eventual cofundador de Nettwerk) era un miembro. Pasarían tiempo en su pequeño apartamento con amigos como los miembros de la banda de electro-industrial pionera Skinny Puppy, y pronto él y Jowett inicializaron la extinción de sus registros, junto con Moev y The Grapes of Wrath.: 33 
McBride había iniciado previamente una etiqueta, Noetix, y aunque nunca llegó a despegar, él y Jowett estaban dispuestos a dar el negocio de la música otra oportunidad. La compañía abrió oficialmente sus puertas en 1985. Su primer lanzamiento fue la homónima EP The Grapes of Wrath's, seguido por su álbum de larga duración September Bowl of Green que logró la atención de Capitol Records, y no sólo adoquinó la manera para un trato de distribución para la banda pero para Nettwerk como sello. Alimentado por este y el éxito de Skinny Puppy's (y un poco de atención de Tipper Gore  haciendo campaña negativa),: 50  Nettwerk émpezo a crecer.